# Sjoerd Kooistra
Sjoerd Kooistra (Groningen, 18 maart 1951 – Ubbergen, 27 juni 2010) was een Nederlands horeca-ondernemer. Hij werd vooral bekend met zijn De Drie Gezusters-cafés, maar kwam ook in opspraak vanwege zijn harde en ondoorzichtige manier van zakendoen. Aan het eind van zijn leven kreeg hij financiële problemen. Hij maakte in 2010 een eind aan zijn leven.

## Horeca-carrière

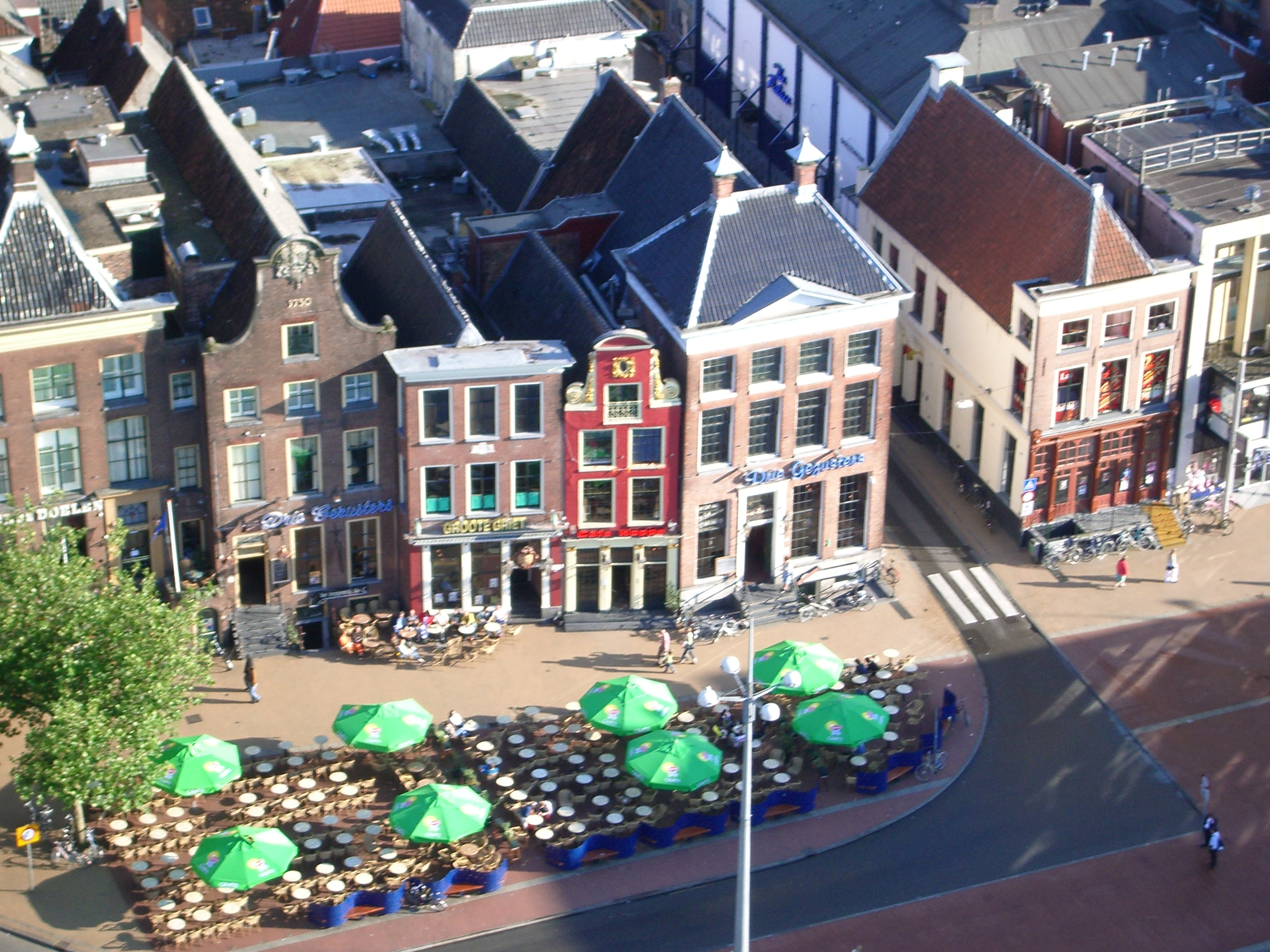
De Drie Gezusters aan de zuidzijde van de Grote Markt in Groningen

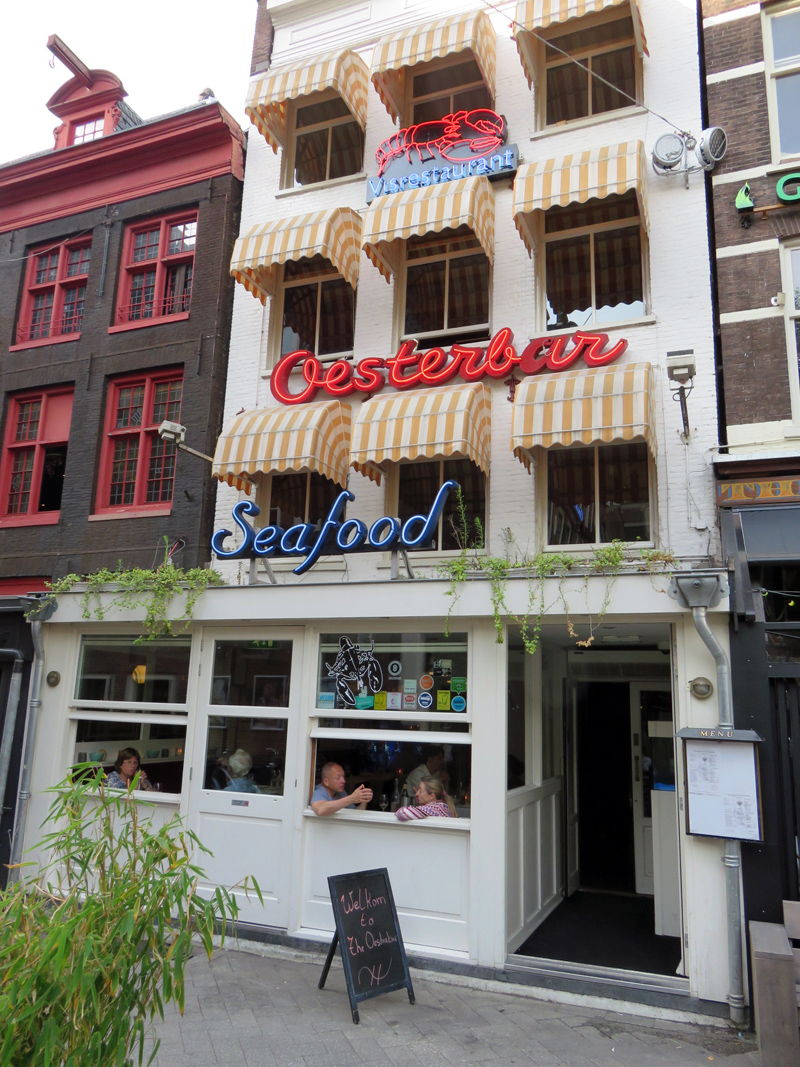
De Oesterbar aan het Leidseplein in Amsterdam

Kooistra werd geboren als zoon van een caféhouder. Toen zijn vader overleed, erfde Kooistra familiepretpark De Vluchtheuvel in Norg. Eind jaren zeventig opende hij in de stad Groningen zijn eerste eigen café: Bommen Berend. Kooistra bleek een goed gevoel te hebben voor het opkopen en reorganiseren van slecht lopende etablissementen, en Kooistra slaagde erin in de stad Groningen een grote groep van horecabedrijven in zijn bezit te krijgen, met als centrale deel de zuidwand van de Grote Markt die anno 2004 geheel in zijn bezit was. Prominent hierin is het café De Drie Gezusters.
Zelf hield Kooistra zich niet meer bezig met het exploiteren van zijn horecazaken. Hij had deze ondergebracht in zijn holdingmaatschappij Plassania Beheer BV, vanwaaruit ze werden verpacht aan een complex netwerk van pachters en besloten vennootschappen, waarvan er een aantal failliet is gegaan. Wel hield hij zich altijd intensief bezig met het aankopen, verbouwen en opnieuw inrichten van nieuwe zaken.
Kooistra's horecabedrijven maakten over 2002 een omzet van 65 miljoen euro. Hij bezat in 2010 naar eigen zeggen 85 horecazaken, waarvan de meeste zich in Groningen en Amsterdam bevonden. In Amsterdam was hij de eigenaar van de zes bekendste homozaken in de Reguliersdwarsstraat. Daarnaast bezat hij in deze stad onder meer Café Cox, Keyzer, de Oesterbar en Hoppe, die hij eerder al verkocht had. De cafés Luxembourg,  Dante, Dantzig, Heineken Hoek en The Three Sisters op het Rembrandtplein en het Leidseplein bezat hij tot aan zijn overlijden in 2010.
In 2008 stond Kooistra op nummer 222 in de Quote 500. Zijn vermogen werd geschat op 130 miljoen euro. Uit onderzoek van Parool-journalist Bart Middelburg begin 2004 bleek echter dat Kooistra veel minder rijk was dan gedacht en op grote schaal geld leende uit zijn eigen bedrijf. In april 2004 was de totale schuld van zijn exploitatiemaatschappij volgens Middelburg opgelopen tot 84 miljoen euro.
In februari 2003 werd Kooistra veroordeeld tot het betalen van 1,2 miljoen euro aan het UWV, in verband met te lage premieafdracht. Eind augustus 2003 werd bekend dat Kooistra de Amsterdamse cafés Dante en Hoppe had gekocht. Hiermee werd hij de grootste horecaondernemer in Amsterdam.
Kooistra kwam begin 2004 in opspraak nadat eind januari in Amsterdam het beroemde restaurant De Oesterbar failliet ging. Het personeel deed aangifte van bedrieglijke bankbreuk. Enkele weken eerder was op last van burgemeester Job Cohen van Amsterdam een onderzoek gestart naar de praktijken van Kooistra. Daarnaast werd Kooistra door verschillende ex-eigenaren van door hem verworven panden van chantage beschuldigd.
Op 31 juli 2006 kocht Kooistra horecaonderneming De Danssalon in Eindhoven. Kooistra trok in totaal 4 miljoen euro uit om de eens zo extravagante discotheek in de stad om te toveren tot een vestiging van De Drie Gezusters. De Danssalon was een blikvanger voor geheel dansend Nederland en was zelfs een tijdje de iT van het Zuiden. Het pand onderging een ingrijpende verbouwing en werd op 9 oktober 2008 geopend.
Kooistra zou volgens Quote in 2008 een contract gesloten hebben met Heineken over het verspreiden van zijn concept De Drie Gezusters door middel van een franchise-formule.
Hij kocht in 2008 verschillende cafés in Enschede op, waaronder De Kater en De Geus. Een aantal van deze cafés bouwde hij om tot een nieuwe vestiging van De Drie Gezusters. Deze vestiging opende op 9 april 2009. Sjoerd Kooistra was daar niet bij aanwezig in verband met een conflict met de bierbrouwerij Grolsch.

## Beslagleggingen
Op 7 oktober 2003 werden twee van Kooistra's zaken in Groningen op last van de rechter gesloten: De Brasserie in de Poelestraat en Het Pakhuis in de Peperstraat. De actie was het werk van de curator in het faillissement van de Verenigde Horecabedrijven Amsterdam. Deze pachtte van Kooistra de panden en de inventaris. Om eenzelfde sluiting voor zes andere bedrijven aan de Grote Markt te voorkomen betaalde Kooistra een aanmerkelijk bedrag.
In maart 2004 bepaalde de rechtbank te Assen in een door Kooistra aangespannen civiele procedure dat Kooistra wel degelijk aansprakelijk was voor de faillissementen van zijn pachters. De rechtbank oordeelde dat er sprake was van 'een louter fictieve constructie' om Kooistra buiten een faillissement te houden, en wees beslaglegging op de inventaris van een failliete pizzeria toe.
Op 14 april 2004 legde een curator conservatoir beslag op drie zaken van Kooistra in Amsterdam. Een vierde zaak, de Heineken Hoek, liet hij onmiddellijk sluiten. Deze werd 's avonds weer geopend nadat advocaten van Kooistra geld en een bankgarantie hadden afgegeven. In de stad Groningen werd op zes zaken van Kooistra beslag gelegd.
Begin augustus 2004 werd een televisiedocumentaire over Kooistra uitgezonden in het kader van de serie M.A.C.H.T. van Fons de Poel en Heleen Minderaa. Twee weken later werd bekend dat Kooistra Café Cox, het café van de Amsterdamse Stadsschouwburg, diende te ontruimen, wegens ontbinding van het huurcontract na 'meervoudige wanprestatie'. Ook zou hij het voormalig personeel van De Oesterbar geld hebben aangeboden, op voorwaarde dat de betreffende personen zich onthielden van verdere publiciteit.
Het Amsterdamse bestuur vond deze gebeurtenissen aanleiding genoeg om verdachte aanvragen voor een horecavergunning tijdelijk te weigeren. Kooistra stemde in 2004 in met de voorwaarde dat zijn naam vermeld stond op de horecavergunningen. Daarbij diende hij ook persoonlijk financieel nauw betrokken te zijn bij de verpachte zaken.
Daaropvolgend nam Kooistra via de Gouden Kooi BV een belang van 51% of meer in de aandelen van de BV's die zijn Amsterdamse zaken pachtten. De aandelen van de Gouden Kooi BV werden enige tijd later overgedragen aan zijn nicht Grietje van der Veen. Volgens Kooistra was dat niet in strijd met de gemaakte afspraken.
Op 11 mei 2010 vielen deurwaarders binnen op drie adressen van Kooistra. De binnengevallen huizen waren het appartement van Kooistra in Amsterdam, een landgoed in Ubbergen en een villa in Groningen. Kooistra zou een schuld aan Heineken hebben van circa twee miljoen euro, voornamelijk door huurachterstanden van kroegen in Amsterdam. De kantonrechter in Amsterdam had bepaald dat Kooistra en enkele aan hem gelieerde bedrijven als Gouden Kooi BV, Kropa Exploitatie BV en zijn beheermaatschappij Plassania achterstallige huur moesten betalen aan Heineken. In het geval dat hij niet zou betalen, mochten de Amsterdamse horecazaken Dante, Three Sisters, Luxembourg en April ontruimd worden.

## Overlijden en nasleep
Kooistra werd op 28 juni 2010 dood aangetroffen in zijn woning in Ubbergen. Zijn vriend en advocaat Oscar Hammerstein verklaarde meteen te verwachten dat het ging om zelfmoord. Hammerstein beschuldigde bierbrouwerij Heineken, met wie Kooistra in een langdurig zakelijk geschil was verwikkeld, ervan Kooistra de dood in te hebben gedreven. In een brief van 22 juni 2010 zou Heineken hebben aangegeven slechts te willen overleggen over het geschil als Kooistra volledig opening van zaken gaf, persoonlijk garant zou staan, en een voorschot van 2 miljoen euro zou overmaken. Heineken stelde, in een reactie aan Kooistra, wel een reddingsplan te hebben aangeboden.
De juridische procedures werden door Heineken Brouwerijen op een laag pitje gezet. Brouwerij AB Inbev, die op 30 juni een gesprek met Kooistra zou hebben, liet via woordvoerder Ronald Panis weten een rechtszaak tegen Plassania Beheer wel te zullen doorzetten. Op 13 september werd Plassania Beheer failliet verklaard.
Op 15 oktober verscheen het eerste faillissementsverslag, waaruit bleek dat Kooistra grote bedragen uit zijn bedrijf haalde om zijn luxe levensstijl te kunnen bekostigen. In 2008 ging het om 12 miljoen, in 2009 om 10 miljoen en in 2010 om 3 miljoen euro. De schuld van de onderneming wordt geraamd op 150 miljoen euro. Kooistra's echtgenoot Dick Loorbach, zijn enige erfgenaam, heeft de nalatenschap geweigerd. Volgens Loorbach was Kooistra op het moment van zijn overlijden ook ernstig ziek.
In december 2010 werd het landhuis Rozendal aan de Rijksstraatweg 33 te Ubbergen geveild voor €1.550.000 met het meubilair, schilderijen en andere zaken van Kooistra. Kooistra betaalde er in 2003 €2.650.000 voor.